# Kleeflaag (wegenbouw)

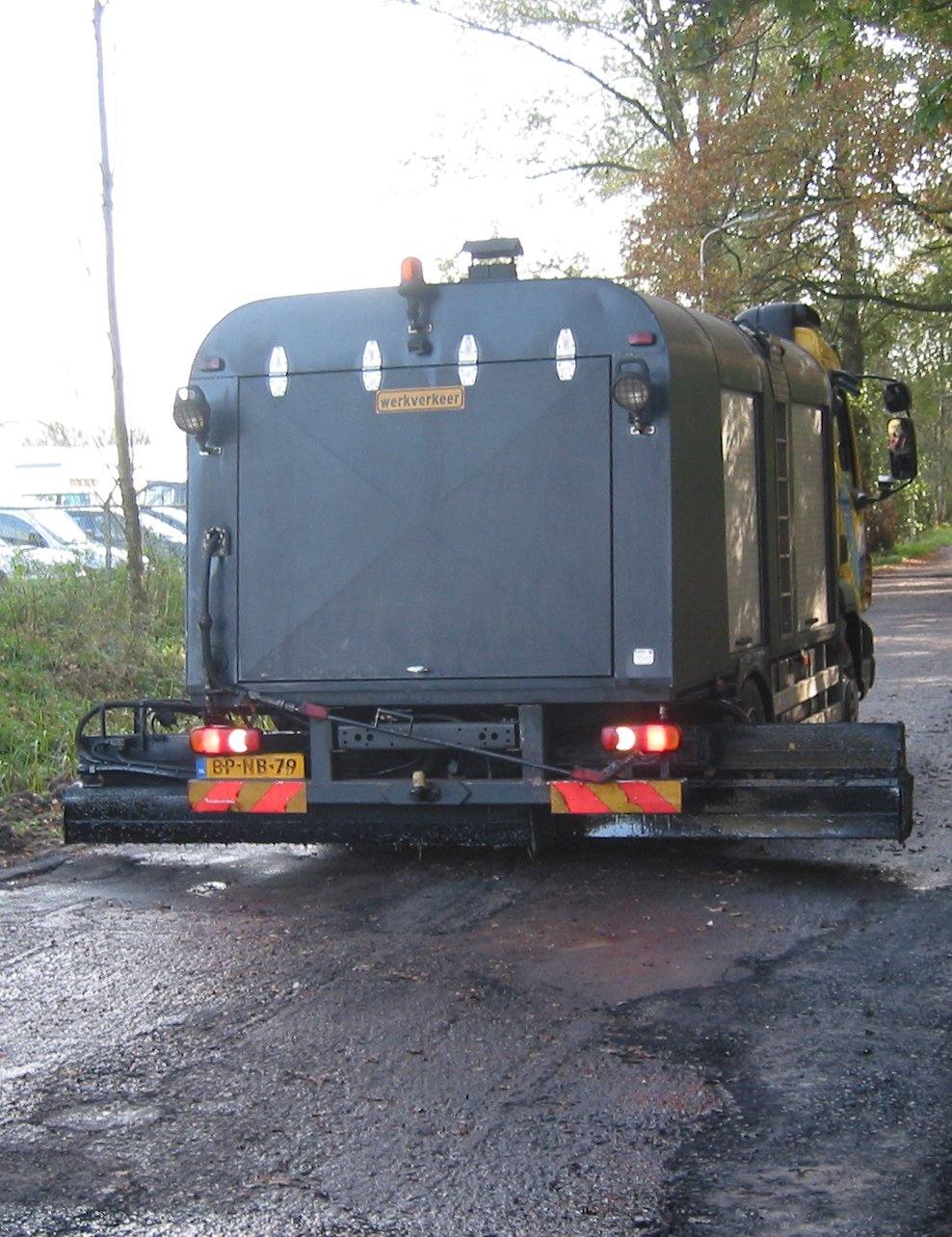
Een bitumensproeiwagen voor het aanbrengen van een kleeflaag

Een kleeflaag is in de wegenbouw een dunne laag bitumen of een bitumen-emulsie die tussen twee lagen asfalt of tussen asfalt en een slijtlaag aangebracht wordt om de bestaande en nieuwe laag aan elkaar te verbinden (kleven). De bitumen wordt warm aangebracht met behulp van een speciale tankwagen met een sproei-installatie. Vanuit de vrachtwagen kan ook een slang uitgerold worden om de moeilijk bereikbare plaatsen te besproeien.
Doorgaans wordt 1 tot 2 kg (gemiddeld 1,4 kg) kleefmiddel, ook wel bindmiddel genoemd, per vierkante meter toegepast.